# Nagroda im. Konstantego Puzyny
Nagroda im. Konstantego Puzyny (znana również jako Kamyk Puzyny) – nagroda ustanowiona w roku 2015 z inicjatywy miesięcznika „Dialog” za łączenie działalności twórczej z zaangażowaniem w życie publiczne, a jej fundatorem jest Instytut Książki.
Laureatom wręczana jest statuetka „Kamyk Puzyny” zaprojektowana przez Krzysztofa M. Bednarskiego oraz 10 tys. złotych. O wyborze laureata decyduje kapituła złożona z redaktorów pisma i laureatów z ubiegłych lat. Wręczenie nagrody ma miejsce w dniu urodzin jej patrona, tj. 13 kwietnia.

## Laureaci
| Rok  | Laureat                                                                               | Laudacja |
| ---- | ------------------------------------------------------------------------------------- | --- |
| 2015 | Komuna//Warszawa                                                                      | Za działalność teatralną łączącą sztukę i życie, twórczą oryginalność z zaangażowaniem w sprawy publiczne. |
| 2016 | Justyna Sobczyk                                                                       | Za działalność teatralną i pedagogiczną, łączącą sztukę i życie, twórczą oryginalność z zaangażowaniem w sprawy publiczne. |
| 2017 | Aktorki. aktorzy oraz publiczność Teatru Polskiego we Wrocławiu                       | Dla aktorek, aktorów i publiczności wrocławskiego Teatru Polskiego protestujących w obronie wartości artystycznych wypracowanych w ostatnich latach i niszczonych na skutek błędnych decyzji administracyjnych. |
| 2018 | Teatr im. Heleny Modrzejewskiej w Legnicy pod dyrekcją Jacka Głomba                   | Za wieloletnią cierpliwą pracę, dzięki której powstał wyjątkowy teatr mocno związany z miastem i jego mieszkańcami, a także głęboko angażujący się w najważniejsze sprawy kraju. |
| 2019 | Dorota Buchwald i zespół Instytutu Teatralnego im. Zbigniewa Raszewskiego w Warszawie | Za budowanie bezpiecznej przestrzeni dialogu w instytucji otwartej, odważnej i twórczej. |
| 2020 | Ewa Guderian-Czaplińska                                                               | Za łączenie twórczej działalności z zaangażowaniem w życie publiczne. |
| 2021 | Joanna Szczepkowska                                                                   | Za angażowanie się w obronę przegranych spraw, za ryzykowanie śmiesznością, za prowokowanie dyskusji, za nonkonformizm i wypowiadanie na głos tego, czego inni wypowiedzieć nie mają odwagi, za wierność sobie i wkładanie kija w mrowisko, za śmiałość i osamotnienie, za końce i początki, które ogłosiła lub spowodowała. |
| 2022 | Teatr „Brama” w Goleniowie pod kierownictwem Daniela Jacewicza                        | Za konsekwentną, zespołową pracę teatralną i społeczną |